# 王宏 (1970年)
王宏（1970年2月—）。女，汉族，安徽当涂人，生于马鞍山市，中华人民共和国政治人物。南京邮电学院有线系光纤通信与制造专业毕业，安徽大学历史学系历史文献学专业在职研究生学历，管理学博士。

## 生平
1990年7月参加工作，1995年6月加入中国共产党。历任共青团马鞍山市委副书记、书记、安徽省委副书记、书记等职。2011年4月，任中共淮南市委副书记。2013年3月，任淮南代市长，成为安徽首位“70后”市长。2017年3月，任中共池州市委书记。2020年4月，改任中共安徽省委宣传部常务副部长。2023年1月，转任安徽省国资委党委书记、主任。